# Jhosskaren Carrizo
Jhosskaren Smiller Carrizo Orozco (Barquisimeto, Estado Lara, Venezuela, 14 de septiembre de 1994)es una modelo, atleta y reina de belleza venezolana. Es también la designada para el título de belleza Miss Earth Venezuela 2023.

## Vida e inicios
Smiller nació y se crio en Barquisimeto, ubicada en el occidente de Venezuela. 
Es jugadora de Voleibol y se matriculó como estudiante de comunicación social e ingeniería industrial en la Universidad Fermín Toro en Cabudare, Venezuela. Además ha sido activista social de fundaciones como «Ciudad de los muchachos» en Barquisimeto y «Sumando por Venezuela».

## Concursos de belleza

### Miss Venezuela 2020
El 24 de septiembre del 2020, participó en el Miss Venezuela 2020, representando al estado Lara, logrando posicionarse en el Top  10 de semifinalistas.

### The Miss Globe 2021
En el 2021 representó a Venezuela en el Miss Globe, en donde ocupó el lugar de tercera finalista, certamen que fue realizado en noviembre del 2021 en Albania.

### Miss Earth Venezuela 2023
El 18 de octubre del 2023, el presidente de la Organización Miss Earth Venezuela, Prince Julio César, la designó como Miss Earth Venezuela 2023, y tendrá el derecho de representar a Venezuela en el Miss Tierra 2023, que se celebrará el 22 de diciembre del 2023 en Vietnam.